# Cambridge, Massachusetts
Cambridge  je peti po veličini grad u američkoj saveznoj državi Massachusetts, na sjeveroistoku Sjedinjenih Američkih Država od 106 039 stanovnika.
Grad je dobio ime po istoimenom engleskom sveučilišnom gradu - Cambridge, jer je on sredinom 17. st. bio važno središte puritanizma, čiji su sljedbenici bili osnivači Bostonske kolonije. Danas je Cambridge poznat u svjetskim razmjerima, po svoja dva elitna sveučiliša; Harvard i Massachusetts Institute of Technology.

## Zemljopisne karakteristike
Cambridge se nalazi preko puta Bostona, s druge strane rijeke Charles, udaljen samo 4 km od centra Bostona, s kojim je gotovo spojen. Cambridge je zajedno s Bostonom i ostalim obližnjim gradovima velika konurbacija - zvana Veliki Boston koja ima preko 4 500 000 stanovnika.

## Povijest
Rana povijest Cambridgea vezana je uz Boston, i prvu englesku koloniju u Zaljevu Massachusetts koju su osnovali puritanski kolonisti - 7. rujna 1630. Nekima se od tih prvih 700 kolonista pozicija udaljenija od zaljeva više sviđala, zbog sigurnosti od napada s mora, pa su prve kuće počele nicati 1631. To mjesto su ispočetka zvali - Newe Towne, u njemu je osnovan prvi američki koledž - Hardvard 1636. (kasnije Sveučilište Harvard), 1638. je mjesto promijenilo ime u kraće - Newtowne, ali je već u svibnju odlučeno da se zove -  Cambridge u počast engleskog sveučiliša, jer je troje prvih ljudi Koledža Hardvard, završilo upravo taj teološki fakultet i on im je bio uzor.
Cambridge je sporo rastao, i bio uglavnom selo u kom se većina ljudi bavila poljoprivredom osim polaznika koledža, koji su živjeli zasebno. U grad je izrastao u periodu 1790. – 1840., kad je podignut prvi most preko rijeke Charles - 1792. koji je približio Boston na svega 4 km (prije su morali ići 13 km), izgradnja drugog mosta 1809. ubrzala je rast. Svoj današnji oblik rezidencijalnog predgrađa, dobio je između 1850. – 1900.
Pored Sveučilišta Harvard najveći poslodavac u gradu, dugo vremena bila je tvornica stakla - New England Glass Company (osnovana 1818. - preseljena 1888.).

## Vanjske poveznice
- Službene stranice grada (engl.)